# قتادة بن ادریس
قَتاده بن ادریس زیدی علوی (۱۱۱۵-۱۲۲۱) فرمانروای حجاز (شریف مکه) از ۱۲۰۱ تا ۱۲۲۰م، بنیان‌گذار دولت قتادیان و شاعر عربی حجازی بود.   